# Elecciones estatales de Berlín de 2016
Las elecciones estales de Berlín de 2016 se llevaron a cabo el 18 de septiembre de 2016, con el propósito de elegir a los 160 miembros de la Cámara de Diputados de Berlín. Paralelamente se celebraron además distintas elecciones a las asambleas de los distritos de Berlín. Tras las elecciones resultó reelegido el alcalde Michael Müller del SPD.

## Antecedentes
Al momento de la elección, el gobierno municipal de Berlín consistía en una gran coalición entre el Partido Socialdemócrata (SPD) y la Unión Demócrata Cristiana (CDU), bajo el alcalde Michael Müller.

## Partidos participantes
Los siguientes partidos participarán en la elección:
| N° de lista | Abreviatura          | Partido | Candidato           | Candidatos directos |
| ----------- | -------------------- | --- | ------------------- | ------------------- |
| 01          | SPD                  | Partido Socialdemócrata de Alemania                                                                                              | Michael Müller      | 78                  |
| 02          | CDU                  | Unión Demócrata Cristiana de Alemania                                                                                            | Frank Henkel        | 78                  |
| 03          | GRÜNE                | Alianza 90/Los Verdes | Ramona Pop          | 78                  |
| 04          | DIE LINKE            | La Izquierda | Klaus Lederer       | 78                  |
| 05          | PIRATEN              | Partido Pirata de Alemania | Bruno Kramm         | 66                  |
| 06          | NPD                  | Partido Nacionaldemócrata de Alemania                                                                                            | Sebastian Schmidtke | 21                  |
| 07          | FDP                  | Partido Democrático Libre | Sebastian Czaja     | 74                  |
| 08          | Tierschutzpartei     | Partido Ser Humano, Medio Ambiente y Protección de los Animales                                                                  | Artur Kalka         | –                   |
| 09          | pro Deutschland      | Movimiento Ciudadano pro Alemania                                                                                                | Manfred Rouhs       | 26                  |
| 10          | Die PARTEI           | Partido por el Trabajo, Estado de Derecho, Protección de los Animales, Incentivo a las Elites e Iniciativas Democráticas de Base | Maxim Drüner        | 30                  |
| 11          | BIG*                 | Alianza por la Innovación y la Justicia                                                                                          | –                   | 2                   |
| 12          | DKP                  | Partido Comunista Alemán | Dietmar Koschmieder | 1                   |
| 13          | ödp                  | Partido Ecológico-Democrático | Matthias Nitschke   | 1                   |
| 14          | PSG                  | Partido por la Igualdad Social, Sección Cuarta Internacional                                                                     | Ulrich Rippert      | 6                   |
| 15          | BüSo                 | Movimiento de Derechos Ciudadanos Solidaridad                                                                                    | Stefan Tolksdorf    | 1                   |
| 16          | B                    | Bergpartei, die "ÜberPartei" | Andrea Kirschtowski | 1                   |
| 17          | DL*                  | Izquierda Democrática | –                   | 1                   |
| 18          | ALFA                 | Alianza para el Progreso y el Resurgir                                                                                           | Christian Schmidt   | 1                   |
| 19          | Tierschutzallianz*   | Allianz für Menschenrechte, Tier- und Naturschutz                                                                                | –                   | 1                   |
| 20          | AfD                  | Alternativa para Alemania | Georg Pazderski     | 76                  |
| 21          | DIE EINHEIT*         | La Unidad | –                   | 1                   |
| 22          | DIE VIOLETTEN        | Los Violetas - por la Política Espiritual                                                                                        | –                   | 8                   |
| 23          | Graue Panther        | Graue Panther | Michael Schulz      | –                   |
| 24          | MENSCHLICHE WELT     | Menschliche Welt – für das Wohl und Glücklich-Sein aller                                                                         | –                   | 3                   |
| 25          | MIETERPARTEI*        | Mieterpartei / Bündnis Berlin | –                   | 3                   |
| 26          | Gesundheitsforschung | Partei für Gesundheitsforschung                                                                                                  | Felix Werth         | –                   |
| 27–44       | –                    | Independientes | –                   | 18                  |

(*)= Sin lista partidaria, participan solamente con candidatos directos.

## Encuestas
| Encuestador             | Fecha      |      |      |      | Linke | Piraten |     |      | Otros |
| ----------------------- | ---------- | ---- | ---- | ---- | ----- | ------- | --- | ---- | ----- |
| Krämer                  | 17.09.2016 | 24,4 | 17,6 | 15,7 | 14,6  | 3,5     | 5,7 | 11,9 | 6,7   |
| Forschungsgruppe Wahlen | 15.09.2016 | 23   | 18   | 15   | 14,5  | –       | 6,5 | 14   | 9     |
| Forsa                   | 15.09.2016 | 24   | 17   | 17   | 15    | 3       | 5   | 13   | 6     |
| INSA                    | 12.09.2016 | 22   | 18   | 18   | 14    | –       | 6   | 14   | 8     |
| Civey                   | 12.09.2016 | 21,4 | 17,4 | 18,8 | 16,0  | 3,4     | 5,9 | 13,0 | 4,1   |
| Forschungsgruppe Wahlen | 09.09.2016 | 24   | 19   | 15   | 14    | –       | 5   | 14   | 9     |
| Infratest dimap         | 08.09.2016 | 21   | 19   | 16   | 15    | –       | 5   | 15   | 9     |
| Forsa                   | 29.08.2016 | 24   | 17   | 19   | 17    | –       | 5   | 10   | 8     |
| Infratest dimap         | 17.08.2016 | 21   | 20   | 17   | 16    | –       | 5   | 15   | 6     |
| INSA                    | 11.08.2016 | 23   | 18   | 19   | 15    | 3       | 5   | 14   | 3     |
| Forsa                   | 31.07.2016 | 26   | 18   | 20   | 16    | –       | 5   | 8    | 7     |
| Infratest dimap         | 13.07.2016 | 21   | 20   | 19   | 18    | –       | 4   | 13   | 5     |
| INSA                    | 07.07.2016 | 21   | 19   | 19   | 18    | 1       | 4   | 14   | 4     |
| Forsa                   | 04.07.2016 | 27   | 18   | 19   | 14    | –       | 6   | 8    | 8     |
| Infratest dimap         | 15.06.2016 | 23   | 18   | 19   | 17    | –       | 4   | 15   | 4     |
| Forsa                   | 27.05.2016 | 26   | 18   | 20   | 14    | 3       | 5   | 8    | 6     |
| Infratest dimap         | 11.05.2016 | 23   | 19   | 18   | 16    | –       | 4   | 15   | 5     |
| Forsa                   | 29.04.2016 | 27   | 18   | 20   | 14    | 3       | 6   | 7    | 5     |
| Infratest dimap         | 13.04.2016 | 23   | 21   | 17   | 16    | –       | 5   | 13   | 5     |
| Forsa                   | 29.03.2016 | 27   | 19   | 18   | 14    | 2       | 6   | 9    | 5     |
| Forsa                   | 02.03.2016 | 29   | 21   | 17   | 14    | 3       | 4   | 7    | 5     |
| Infratest dimap         | 25.02.2016 | 25   | 21   | 19   | 16    | –       | 4   | 10   | 5     |
| Forsa                   | 02.02.2016 | 29   | 20   | 18   | 15    | 3       | 3   | 7    | 5     |

## Resultados
El SPD fue el partido más fuerte a pesar de haber experimentado pérdidas significativas. También experimentaron pérdidas notables la CDU, los Verdes y el Partido Pirata, perdiendo este último su representación. Hubo ganancias electorales para La Izquierda y el FDP, que consiguió volver a entrar al parlamento, y para la AfD, que entró en el parlamento por primera vez.
De los 2.485.379 votantes registrados, 1.662.476 (66,9%) participaron en la elección. 25.694 votos (1,5%) fueron nulos y 1.635.169  válidos.
De los 78 mandatos directos, el SPD obtuvo 28, la CDU 21, Die Linke 12, Los Verdes 12 y la AfD 5.
Los resultados finales oficiales son:
| Partido             | Partido | Votos de lista | %     | Escaños |
| ------------------- | --- | -------------- | ----- | ------- |
|                     | Partido Socialdemócrata de Alemania (SPD) | 352.430        | 21,6  | 38      |
|                     | Unión Demócrata Cristiana de Alemania (CDU)                                                                                                  | 287.997        | 17,6  | 31      |
|                     | Die Linke (DIE LINKE) | 255.701        | 15,6  | 27      |
|                     | Alianza 90/Los Verdes (GRÜNE) | 248.324        | 15,2  | 27      |
|                     | Alternativa para Alemania (AfD) | 231.492        | 14,2  | 25      |
|                     | Partido Democrático Libre (FDP) | 109.500        | 6,7   | 12      |
|                     | Partido por el Trabajo, Estado de Derecho, Protección de los Animales, Fomento de las Elites e Iniciativas Democráticas de Base (Die PARTEI) | 31.924         | 2,0   | –       |
|                     | Partido Ser Humano, Medio Ambiente y Protección de los Animales (Tierschutzpartei)                                                           | 30.620         | 1,9   | –       |
|                     | Partido Pirata de Alemania (PIRATEN) | 28.332         | 1,7   | –       |
|                     | Graue Panther (Graue Panther) | 18.159         | 1,1   | –       |
|                     | Partido Nacionaldemócrata de Alemania (NPD)                                                                                                  | 9.459          | 0,6   | –       |
|                     | Partei für Gesundheitsforschung (Gesundheitsforschung)                                                                                       | 7.854          | 0,5   | –       |
|                     | Movimiento Ciudadano pro Alemania (pro Deutschland)                                                                                          | 7.288          | 0,4   | –       |
|                     | Alianza para el Progreso y el Resurgir (ALFA)                                                                                                | 6.658          | 0,4   | –       |
|                     | Partido Comunista Alemán (DKP) | 3.473          | 0,2   | –       |
|                     | Partido por la Igualdad Social, Sección Cuarta Internacional (PSG)                                                                           | 2.046          | 0,1   | –       |
|                     | Movimiento de Derechos Ciudadanos Solidaridad (BüSo)                                                                                         | 1.286          | 0,1   | –       |
|                     | Los Violetas - por la Política Espiritual (DIE VIOLETTEN)                                                                                    | 856            | 0,1   | –       |
|                     | Menschliche Welt – für das Wohl und Glücklich–Sein aller (MENSCHLICHE WELT)                                                                  | 839            | 0,1   | –       |
|                     | Bergpartei, die "ÜberPartei" (B) | 636            | 0,0   | –       |
|                     | Partido Ecológico-Democrático (ödp) | 295            | 0,0   | –       |
| Total votos válidos | Total votos válidos | 1.635.169      | 100,0 | 160     |

Mayorías relativas en los distritos
Mayoría por distrito (mandatos directos)
Mayoría por distrito (votos de lista)

## Post-elección

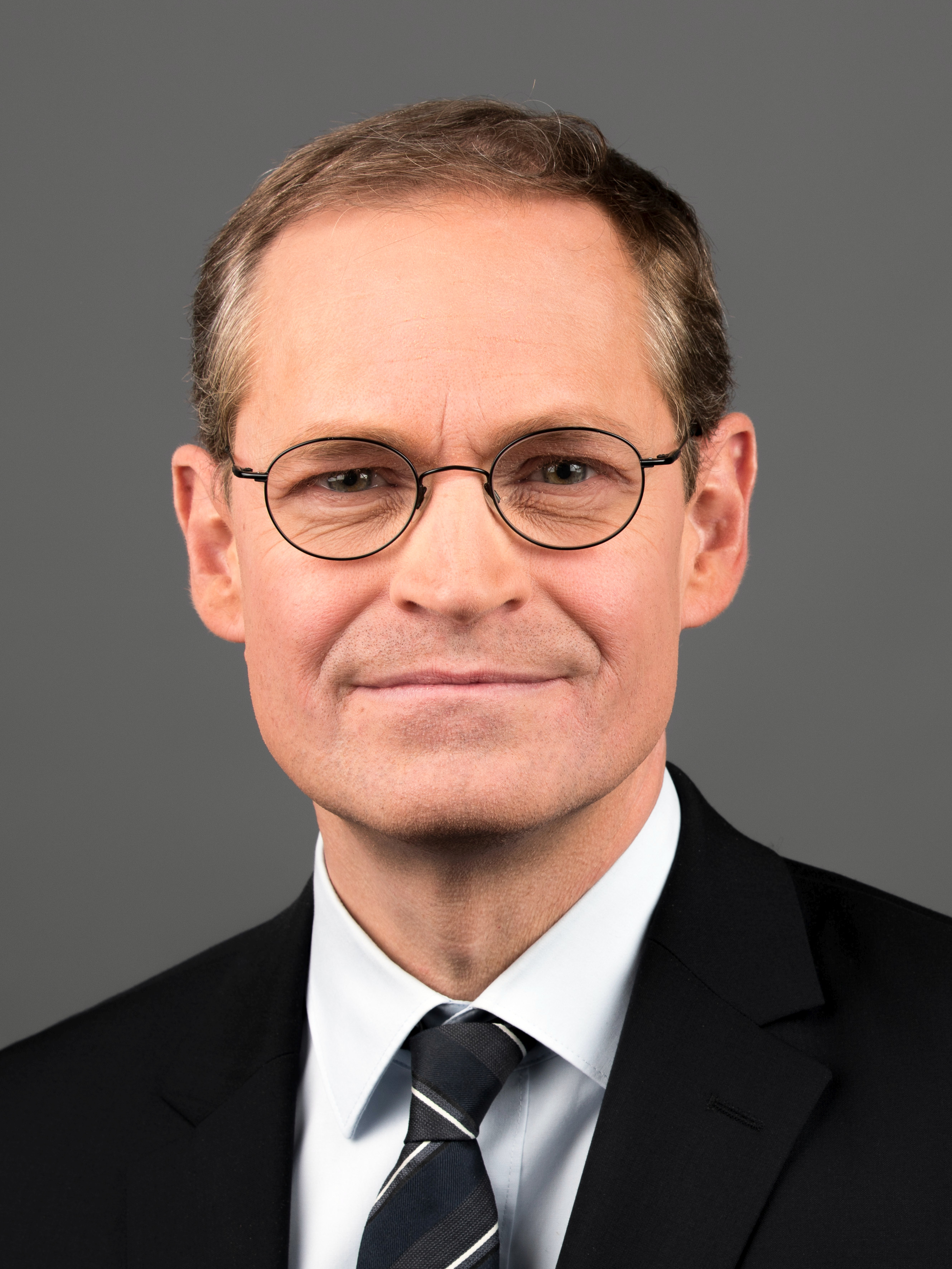
Michael Müller (SPD), alcalde de Berlín

El nuevo Parlamento berlinés se constituyó el 27 de octubre de 2016.
El 16 de noviembre de 2016, los líderes del SPD, Los Verdes y La Izquierda establecieron un acuerdo de coalición. El alcalde Michael Müller resultó reelegido el 8 de diciembre con 88 votos a favor, 70 en contra y dos abstenciones.